# فوليا (مقاطعة فورونيج)
فوليا (بالروسية: Воля) هي مدينة في مقاطعة فورونيج أوبلاست في روسيا. عدد السكان حسب تعداد روسيا 2021 7897 نسمة و 7,803 نسمة عام 2010. و يوجد 44 شارع.